# Редедя
Реде́дя (Редада, Ридада, Редега; ум. 1022) — князь касожский (черкесский). По словам русских летописей, богатырь. Древние адыгские предания называют его «могучим великаном».

## Личность
Редедя был верховным князем адыгского союза племён (главным образом зихов и касогов). Его высоко ценили в черкесских (западно-адыгских) преданиях, «своё племя и родину любил больше своей головы». Те же предания и русские летописи сообщают, что Редедя обладал большой физической силой, «не было в адыхейском народе никого, кто мог устоять против силы Редеди». Хвалу Редеде поныне воспевают в адыгских песнях, напев «Уэ Ридадэ» – это обязательная часть многих песен адыгского фольклора.

## Поединок

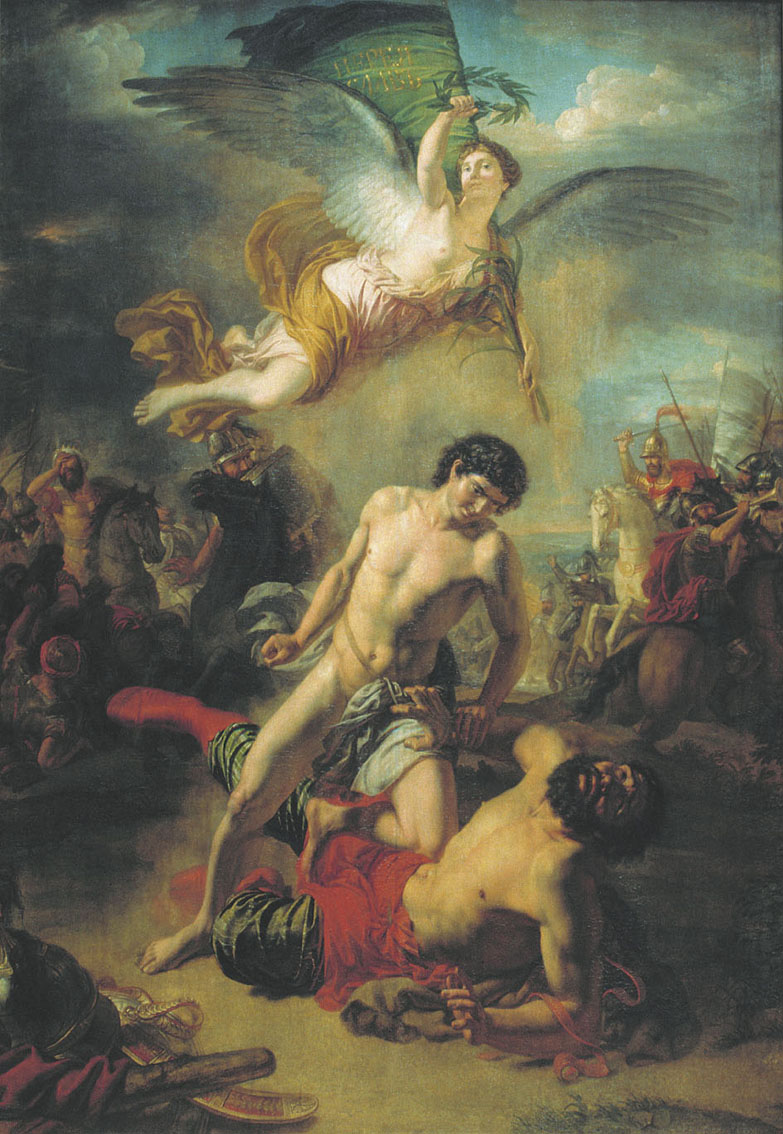
«Единоборство князя Мстислава Владимировича Удалого с косожским князем Редедей». Худ. А. И. Иванов (1812).

По сообщению Лаврентьевской и Никоновской летописей, в 6530 (1022) году в поход против касогов выступил тмутараканский князь Мстислав Владимирович Храбрый. Узнав об этом, Редедя вышел навстречу неприятелю. Предположительно, оба войска встретились на территории племени сагинов, граничащих с Тмутараканским княжеством. Оба войска выстроились друг против друга, и Редедя предложил Мстиславу, во избежание кровопролития, без применения оружия, решить дело поединком на условиях, что победивший возьмёт семью, землю и «всё», включая жизнь побеждённого. Одолев Редедю в единоборстве, Мстислав зарезал его в соответствии с обычаями того времени, и результат поединка не был оспорен касогами — битва не состоялась. Впоследствии Мстислав приписывал свою победу заступничеству Богородицы, которой молился во время боя.

«…И, сказав это, ударил Редедю о землю. И, выхватив нож, зарезал Редедю».
Оригинальный текст (древнерусск.)«…и се рекъ оудари имь о землю. И въıнзе ножь, зарѣза Редедю».
— Лаврентьевская летопись
Данное событие также отражено и в «Слове о полку Игореве»:

«…храброму Мстиславу, что зарезал Редедю перед полками касожскими».
Оригинальный текст (древнерусск.)«…храброму Мстиславу, иже зарѣза Редедю предъ полкы касожьскыми».
— Слово о полку Игореве

Поединок также отражён и в адыгских преданиях. В них Редедя, как и по русским летописям, предложил уберечь войска от кровопролития и решить дело поединком, однако, по одной из версий, Редедя просил «Тамтаракайского князя» прислать достойного бойца из его войска, но князь, согласившись на поединок, не стал никого искать, а вышел сам. Борьба продолжалась несколько часов.

«…Наконец Редедя пал и князь поразил его ножом».

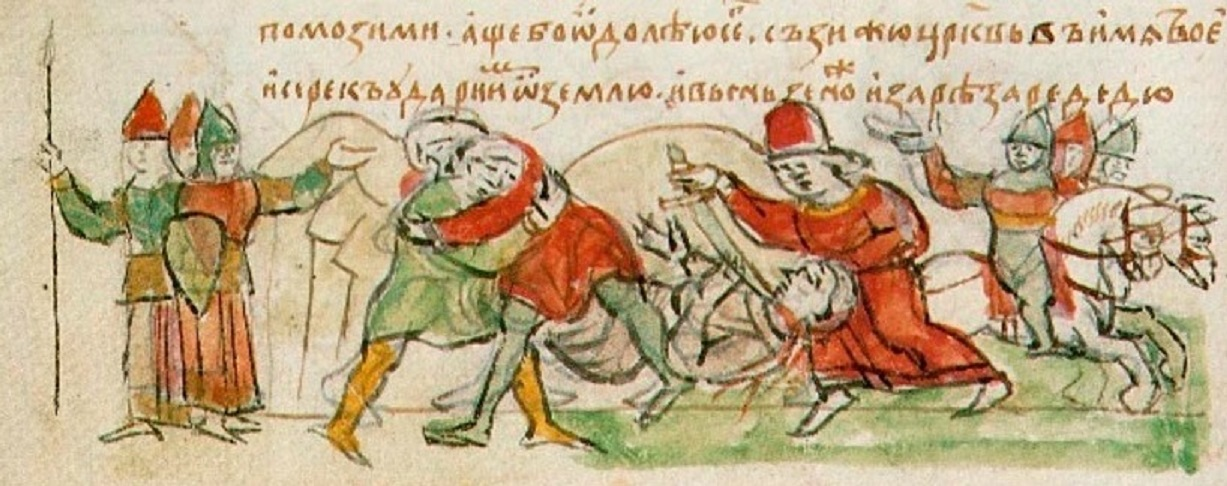
После поединка Мстислав убивает Редедю перед полками касожскими. Радзивилловская летопись.

После победы над Редедей Мстислав взял в плен жену его и детей, а касогов обложил данью. Сыновей Редеди Мстислав окрестил именами Юрий и Роман. За Романа он отдал замуж дочь свою Татьяну Мстиславну, однако Роман погиб в знаменитой битве при Листвене в 1024 году, не оставив потомства.

## Потомки Редеди
От Редеди выводили своё происхождение некоторые старинные русские роды, условно называемые Редегиными: Белеутовы (с ветвями Белеутовы-Алехновы, Белеутовы-Клушины, Белеутовы-Рябчиковы), Викентьевы, Гусевы, Добрынские, Елизаровы-Гусевы, Зайцевы, Бирдюкины-Зайцовы, Поджогины, Симские (Хабаровы, Образцовы), Телегины, Сорокоумовы-Глебовы, Бобровы, Буруновы, Кокошкины, Лопухины, Лупандины, Лаптевы, Моревы, Ушаковы и другие. Однако никакими источниками, кроме родословных сказаний, это происхождение не подтверждается. Отголоски легенды о Редеде можно найти и в других источниках, кроме родословцев. Кроме того, существует хронологические проблемы: родословцы показывают от Романа Редегина до живших во второй половине XIV века Константина Добрынского и Андрея Одинца всего пять поколений, тогда как их должно было бы быть не менее десяти-двенадцати.
Род Редегиных уже в XIV—XV веках был сильно разросшимся, его ветви расселились по многим уездам Московского княжества. В XVI веке одна из линий рода Добрынских носила фамилию Зайцевых-Редегиных.